# Orratjärnarna (mellersta)
Orratjärnarna är en sjö i Bjurholms kommun i Ångermanland och ingår i Öreälvens huvudavrinningsområde.